# At the Jazz Band Ball
At the Jazz Band Ball è un album a nome The Dukes of Dixieland Featuring Pete Fountain, ripubblicato (terza pubblicazione in quanto le prime due erano uscite nel 1955 dalla X Records (LXA-1025) e dalla Vik Records (LX-1025) solo a nome The Dukes of Dixieland mentre un'altra ristampa, sempre a nome The Dukes of Dixieland Featuring Pete Fountain, uscì nel 1961 a cura della RCA Victor Records) dalla casa discografica RCA Victor Records nel dicembre del 1959.

## Tracce

### LP
Lato A
1. At the Jazz Band Ball (Strumentale) – 3:32 (musica: Nick LaRocca, Larry Shields)
2. Beale Street Blues (Voce, Betty Owens) – 3:27 (W. C. Handy)
3. Muskrat Ramble (Strumentale) – 4:35 (testo: Ray Gilbert – musica: Kid Ory)
4. Blue Prelude (Strumentale) – 2:55 (testo: Gordon Jenkins – musica: Joe Bishop)
5. That's A-Plenty (Strumentale) – 4:20 (musica: Lew Pollack)
6. Original Dixieland One-Step (Strumentale) – 3:30 (musica: Nick LaRocca)

Lato B
1. Panama (Strumentale) – 3:48 (musica: William H. Tyers)
2. Wolverine Blues (Strumentale) – 2:57 (testo: Reb Spikes, John Spikes – musica: Jelly Roll Morton)
3. Fidgety Feet (Strumentale) – 3:22 (musica: Nick LaRocca, Larry Shields)
4. Tin Roof Blues (Strumentale) – 6:57 (musica: Walter Melrose, New Orleans Rhythm Kings)
5. Tiger Rag (Strumentale) – 3:38 (musica: Original Dixieland Band)
6. When the Saints Come Marching In (Voce, Betty Owens) – 3:55 (Pubblico dominio)

## Musicisti
The Dukes of Dixieland
- Frankie Assunto – tromba
- Freddie Assunto – trombone
- Betty Owens – voce (brani: Beale Street Blues e When the Saints Come Marching In)
- Artie Seelig – pianoforte
- Bill Potter – contrabbasso
- Roger Johnston – batteria

Ospite
- Pete Fountain – clarinetto

Note aggiuntive
- Fred Reynolds – note retrocopertina album [2]